# 聖母子と聖ルカ、アレクサンドリアの聖カタリナ
『聖母子と聖ルカ、アレクサンドリアの聖カタリナ』（せいぼしとせいルカ、アレクサンドリアのせいカタリナ、伊: La Madonna con Bambino e Santi Luca e Caterina d'Alessandria, 英:  The Madonna and Child with Saints Luke and Catherine of Alexandria）は、盛期ルネサンス期のヴェネツィア派の巨匠ティツィアーノ・ヴェチェッリオが1560年頃に制作した宗教画である。油彩。キリスト教絵画の典型である聖会話を主題としている。ティツィアーノのキャリアが最も充実していた時期に描かれた作品で、彼が描いた最後の聖会話としても知られる。スイスのハインツ・キスターズ財団（Heinz Kisters Foundation）が所有していたが、2011年にサザビーズで競売にかけられ、ティツィアーノの作品としては当時の史上最高額である1,690万ドルで落札された。現在は個人のコレクションに所蔵されている。

## 作品

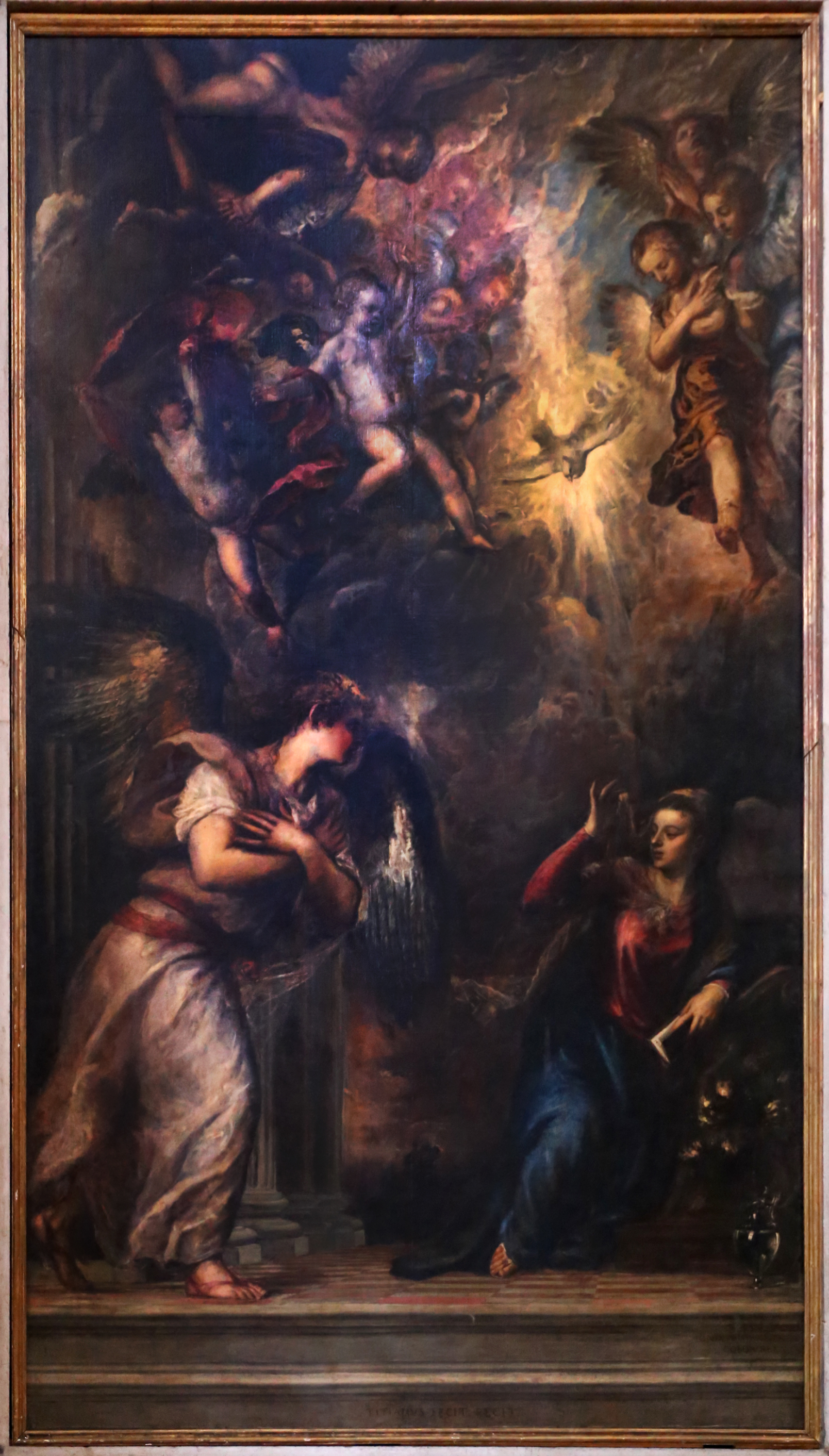
ティツィアーノ・ヴェチェッリオの『受胎告知』。1559年から1564年。サン・サルバドール教会所蔵。

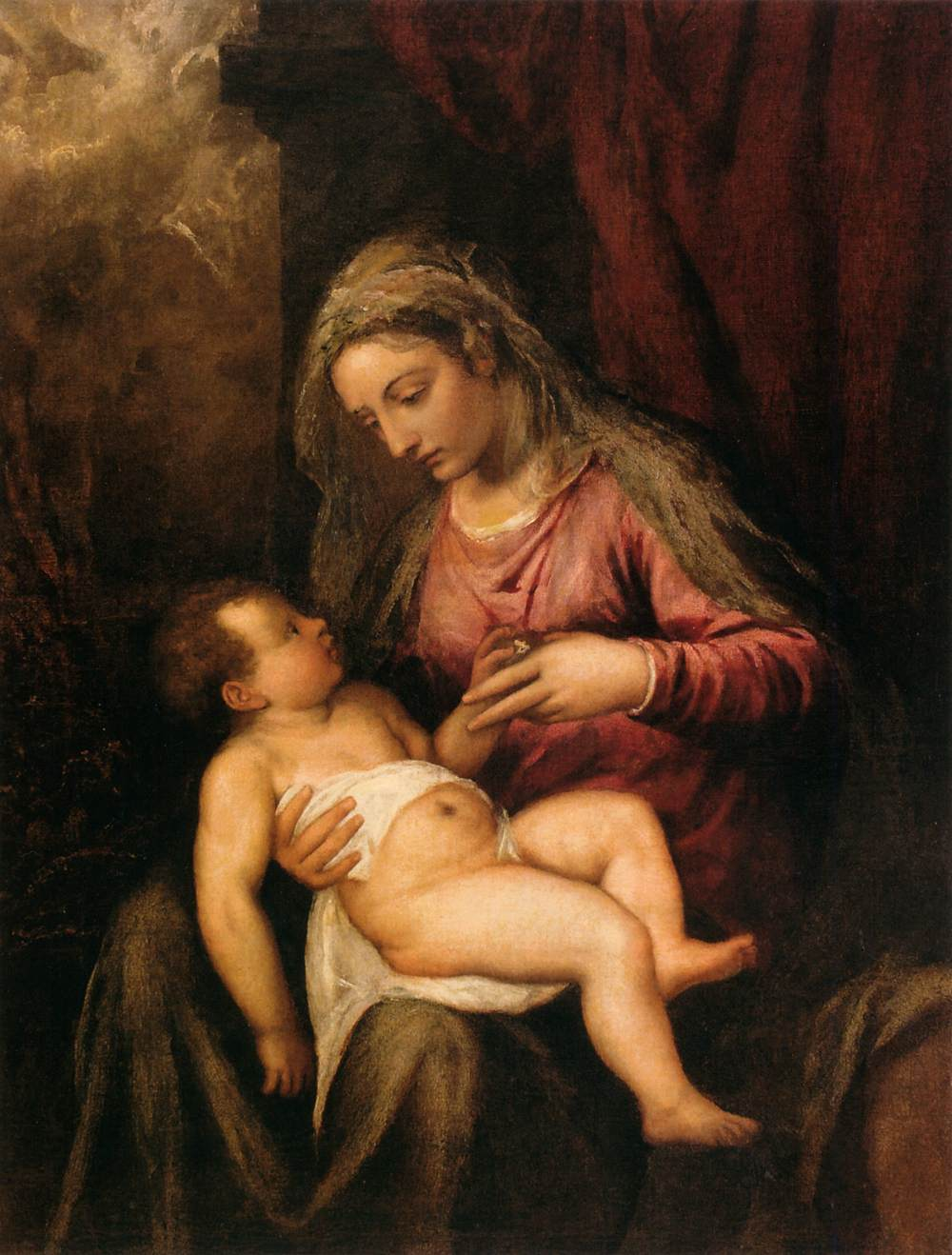
同じくティツィアーノの『アルベルティーニの聖母』。1560年から1565年頃。アカデミア美術館所蔵。

ティツィアーノは聖母子と男女2人の聖人を描いている。聖母マリアは画面右に座し、幼児のイエス・キリストをしっかりと抱いている。幼児のキリストは身を乗り出しながら跪いた女性の聖人に手を伸ばしている。彼女はアレクサンドリアの聖カタリナであり、身体の右脇にアトリビュートである拷問に使用されたスパイクのついた車輪を置き、その上に右肘をつきながら幼児のキリストに手を差し伸べている。聖カタリナのそばには男性の聖人が立っている。この画面左の聖人は一般的に聖ルカとされているが、誰であるかについては多くの議論があり、聖ルカの他に聖パウロや聖ヨセフと言われることがある。聖母マリアの後方は深い緑のカーテンで覆われている。遠くの風景では小さく都市の建築物が見える。その上空では雲が広がり、前景の人々たちに向かって迫ってくるように見える。
ティツィアーノは登場人物の視線と身振りのつながりを注意深く構築することで鑑賞者の視線の流れを誘導している。聖母が幼児キリストを見つめると、幼児キリストは聖カタリナに手を差し伸べ、聖カタリナはひざまずいて腕をしっかりと伸ばしてキリストを真正面から見つめている。聖ルカは画面右端の背景を覆うカーテンと同じく、画面左の視線を誘導する装置として機能している。さらにティツィアーノは色彩を用いて鑑賞者の視線の誘導を試みている。たとえば鑑賞者にとってほとんど裸の幼児キリストは自然に目を引かれる存在となっているが、これはティツィアーノがキリストの肌を周囲の人物よりも明るい色彩で描いたためである。背景の空の部分でもハイライトを伴う上空の迫る雲を通して再びキリストに目が向くように誘導している。
X線撮影を使用した分析では、特に絵画の中央にある聖カタリナとその周囲で、構図に多くの変化が加えられていたことやその痕跡がペンティメントして確認できることが明らかになった。たとえば聖カタリナの位置はわずかに上に移動しており、現在の顔の下にかすかに横顔が見える。X線写真では聖ルカの袖が明らかに聖カタリナの頭部を通過しており、聖カタリナよりも前に描かれていたことが分かる。この分析はまた画面左の聖人が聖ルカであることを明らかにした。すなわちX線写真の左下隅には聖ルカのアトリビュートである牡牛が写っており、同様の牡牛はロイヤル・コレクションとしてハンプトン・コート宮殿に所蔵されている、聖カタリナを男性の寄進者の肖像に置き換えらた工房作のヴァリアント『聖母子と聖ルカ、寄進者』（La Vergine col Bambino, San Luca e un donatore）でも見ることができる。本作品の主題は常に「聖カタリナの神秘の結婚」として説明されてきたが、幼児キリストは指輪を持っておらず、当初はロイヤル・コレクションのバージョンのように寄進者の肖像画を描くことを意図していたが、後の段階で聖カタリナに変更された可能性は十分にある。
ティツィアーノの筆は聖母子や大気中の空と背景に最も顕著に現れている。1550年代以降の後期の作品の大部分において、ティツィアーノは自身の監督下で働いた助手の助けを借りながら作品を完成させていた。ティツィアーノは聖カタリナの配置について明らかに実験したが、聖カタリナの仕上げをティツィアーノ自身が行ったかどうかは議論の余地がある。聖ルカとカーテンの配置やデザインはティツィアーノであるにちがいないが、これらの周辺領域はティツィアーノの助手によって完成された可能性が高い。
制作年代は1540年から1560年かけての広範囲にわたって論じられている。美術史家ウィルヘルム・エミル・スイダは1540年頃と見なしたが、ハロルド・エドウィン・ウェゼイは大きな人物像がヴェネツィアのサン・サルバドール教会所蔵の『受胎告知』（L'Annunciazione）やアカデミア美術館所蔵の『アルベルティーニの聖母』（La Madonna Albertini）といった1560年頃のティツィアーノの絵画の人物像に比類すると主張した。その後の研究は1540年代後半に位置づける傾向にある。たとえばフィリッポ・ペドロッコ（Filippo Pedrocco）は、明るい背景の風景を背景に描かれた明確な人物像のモチーフは、ティツィアーノが1547年6月にローマから帰国してから1548年1月に初めてアウクスブルクを訪れるまでの時期の作品に典型的であると論じた。ピーター・ハンフリー（Peter Humfrey）は1540年代後半の年代を支持したが、それ以降の年代の可能性が十分あることも示唆した。しかし競売に際して行われた調査はむしろ1560年頃の作品であろうという合意が得られている。
保存状態は良好である。部分的な摩耗や塗り直しはあるにせよ、損傷あるいは徹底した洗浄や修復をほとんど受けていない。

## 来歴

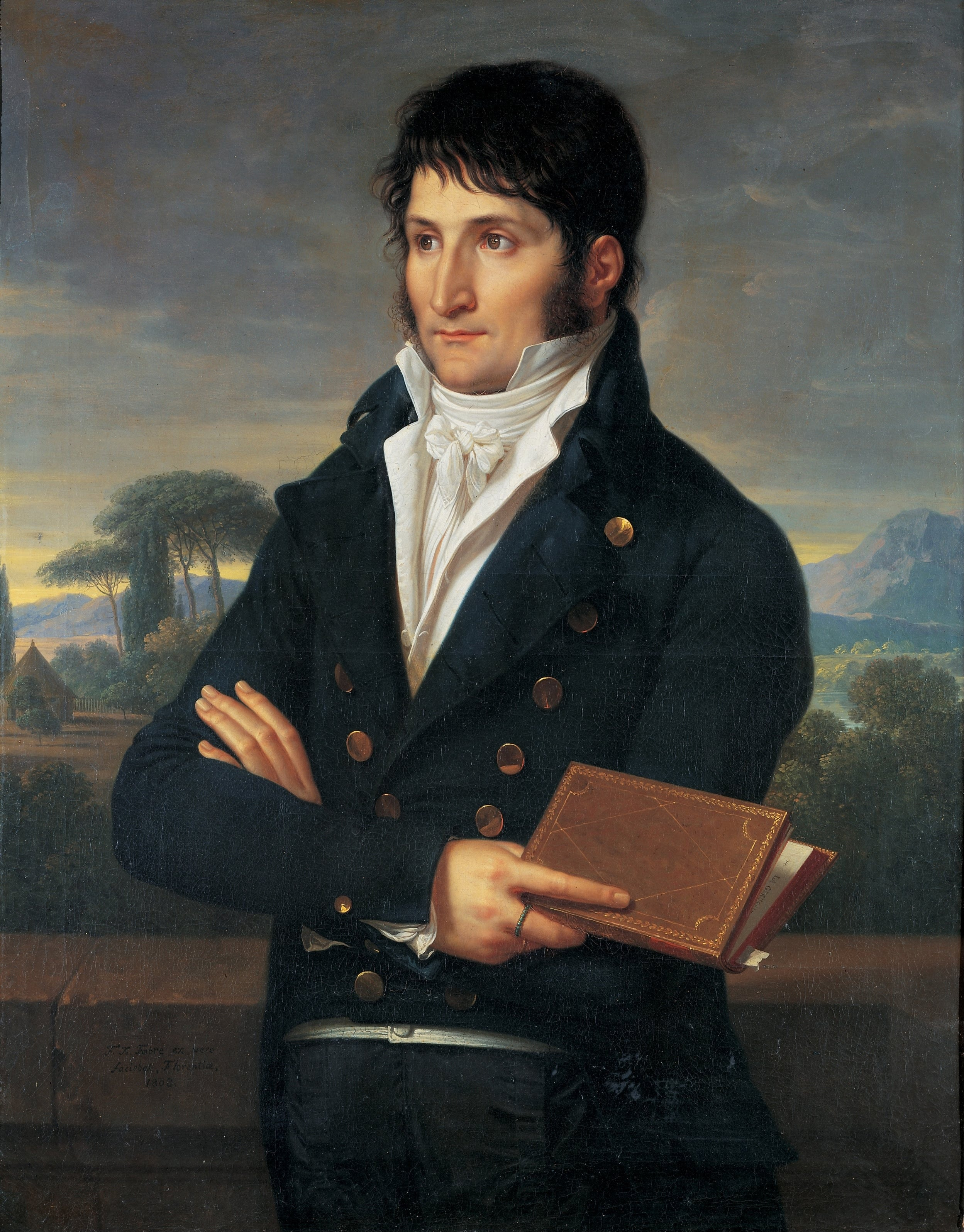
フランソワ＝グザヴィエ・ファーブルの『ヴィラ・ルフィネッラにいるリュシアン・ボナパルトの肖像画』。1800年以降。ナポレオン博物館所蔵。

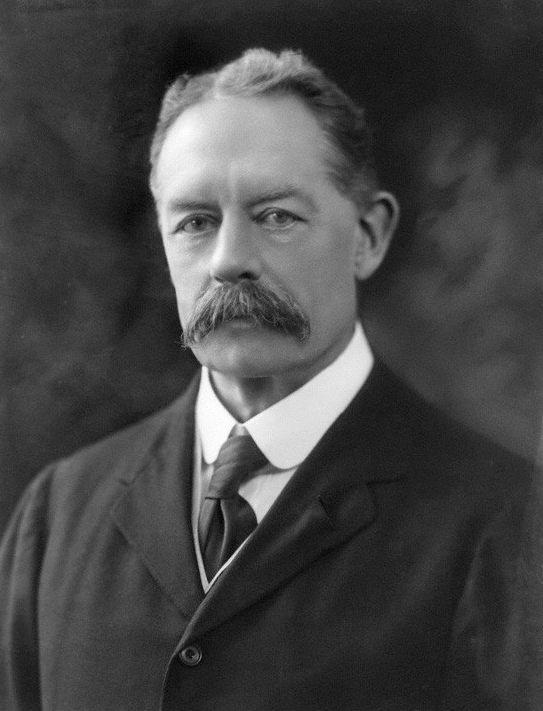
初代デスボロー男爵ウィリアム・ヘンリー・グレンフェル。1921年撮影。

所有者の1人であった第7代準男爵リチャード・ウォーズリーやリュシアン・ボナパルトによると、本作品はパドヴァの貴族で時計技師であり、ティツィアーノの友人であったドンディ・デッロロロージョ家（Dondi dell'Orologio family）のために描かれた。
それまでドンディ・デッロロロージョ家から直接購入したのはリュシアン・ボナパルトと考えられていたが、これは誤りであり、美術史家ジョナサン・ヤーカー（Jonathan Yarker）によるとイギリスの外交官リチャード・ウォーズリー卿が1793年から1797年のヴェネツィア滞在中にドンディ・デッロロロージョ家からこの作品を購入したという。ところが絵画をイギリスに運送している間に船がフランスに拿捕され、マラガに運ばれたのち売却された。これを画家のギヨーム・ギヨン＝ルティエールを通じて購入したのがリュシアン・ボナパルトであった。リュシアンは熱心な美術収集家で、同時代のフランスの新古典主義の画家たちの作品のほかに、ロレンツォ・ロット、ラファエロ・サンティ、アンニーバレ・カラッチ、アーニョロ・ブロンズィーノ、ベルナルディーノ・ルイーニ、ニコラ・プッサン、ディエゴ・ベラスケスなどの作品を所有していたが、ティツィアーノに関しては本作品を含め9点の絵画を所有していた。当時ローマに亡命していたリュシアンは1804年6月にコレクションの目録を作成したが、その中に本作品も「聖カタリナの神秘の結婚」として記載されている。1806年にはボッカ・ディ・レオーネ通りのヌニェス＝トルローニャ宮殿を購入し、コレクションとともに移った。
その後、リュシアンは経済的困難に直面し、1814年に本作品を含む198点の絵画を展示・販売するためロンドンの美術商ウィリアム・ブキャナン（William Buchanan）に送った。しかしリュシアンが主要な絵画20点の販売を取り下げたことにより、展覧会が低調なまま終わったため、それらの絵画群は翌年に競売に出品された。この競売で本作品は最高額の750ギニーの評価を受けた。これは現在ロンドンのナショナル・ギャラリーに所蔵されているティツィアーノの『賢明の寓意』（Allegoria della Prudenza）の3倍の評価額であった。競売ののち絵画は第2代準男爵ジョン・リードの手に渡り、1829年に英国協会に貸し出された。さらに自由党に属する政治家で、実業家、美術収集家のチャールズ・パスコー・グレンフェルによって所有されると、その死後の1867年に孫である後の初代デスボロー男爵ウィリアム・ヘンリー・グレンフェルに相続された。
ウィリアム・ヘンリーと妻エティは子宝に恵まれ、3男1女が生まれたが、息子のうち2人は第一次世界大戦で戦死し、3人目は1926年に自動車事故で亡くなったため相続人を失った。そのため男爵夫人の死後の1952年5月に所有地は売却され、フランス家具および重要なオランダとイギリスの絵画で構成された美術品の一部は残った娘アレキサンドラ・イモージェン・クレア・グレンフィル（Alexandra Imogen Clair Grenfell）に引き渡され、本作品を含む残りの美術品は1954年にクリスティーズで売却された。
1956年、絵画はニューヨークのローゼンバーグ＆シュティーベル社（Rosenberg & Stiebel, Inc.）からスイス在住のドイツ人実業家、収集家のハインツ・キスターズに売却され、所有者の死後の2011年、その未亡人によってサザビーズに出品された。所有者によると競売の収益は残されたコレクションの維持のために使用されるという。絵画はヨーロッパの電話入札者によって落札された。落札額は当時のティツィアーノの最高落札額を超える1,690万ドル（1,070万ポンド）であり、これは1991年12月にロンドンのクリスティーズで落札されたティツィアーノの『ヴィーナスとアドニス』（Venere e Adone）の1,190万ドル（750万ポンド）を上回るものであった。

## 影響
1620年代にイタリアを旅行したバロック期の画家アンソニー・ヴァン・ダイクは『イタリア素描帳』に本作品のスケッチを描いた。ヴァン・ダイクはアントウェルペンからまずジェノヴァに滞在し、次いでパドヴァに立ち寄った。ヴァン・ダイクはそこでおそらく本作品を見たと思われる。また所有者の1人リュシアン・ボナパルトは1812年と1822年にピエトロ・フォンターナによる本作品の版画を出版した。

## 他のバージョン
ハンプトン・コート宮殿のバージョンは明らかに本作品のヴァリアントであるが、帰属については疑問の余地があり、パルマ・イル・ジョーヴァネの作ではないかと考えられている。1637年にイングランド国王チャールズ1世によってティツィアーノの作品として購入された。国王処刑後の1649年11月8日に円頂党党員のジョン・ハッチンソンに165ポンドで売却された。王政復古時に回収され、1666年にホワイト・ホールで記録された。この絵画は、1819年にウィリアム・ヘンリー・パイン著の『王室の邸宅』（Royal Residences）で描かれている。
ブレントフォードにあるシオン・ハウスのノーサンバーランド公爵のコレクションにある複製について、ウェゼイは本作品に基づくヴァリアントとしているが、チャールズ・ヘンリー・コリンズ・ベイカーはハンプトン・コート版の複製としている。ミニアチュール画家ピーター・オリバーによるハンプトン・コート宮殿の絵画の複製には1639年の署名と日付が記されており、ウィンザー城の王立図書館に所蔵されている。

## ギャラリー

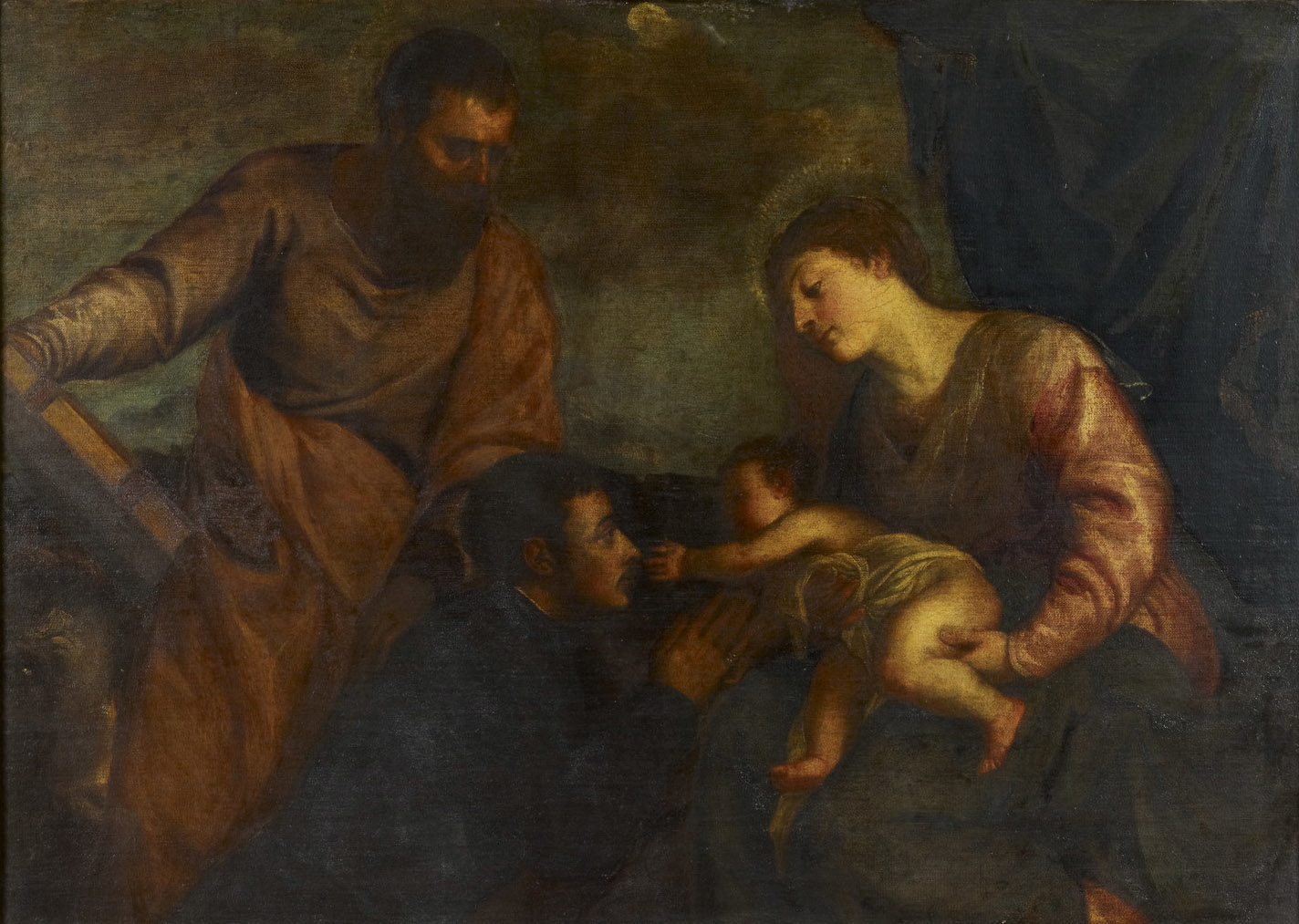
ティツィアーノの工房作品 1590年頃-1615年頃 ロイヤル・コレクション所蔵
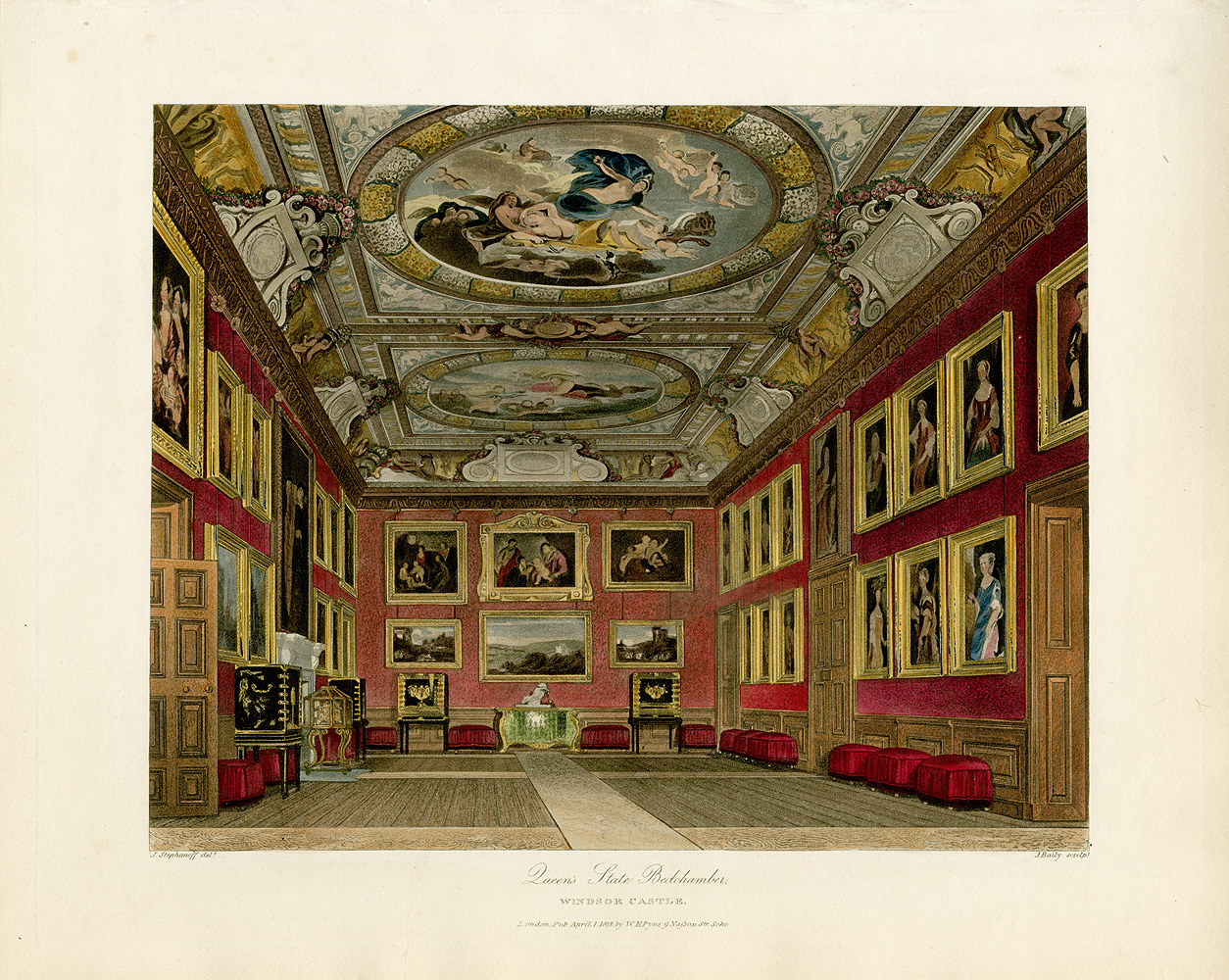
『王室の邸宅』の挿絵の1つ 1818年